# Hrouzek dlouhovousý
Hrouzek dlouhovousý (Romanogobio uranoscopus; Agassiz, 1828) je v Česku chráněným druhem kaprovitých ryb.

## Popis
Jedná se o drobnou rybku. Je podobná hrouzkovi obecnému. Má dva velmi dlouhé vousky sahající až na úroveň skřelí. Oči má posazené poměrně vysoko na hlavě. Ploutve jsou v poměru k tělu větší než u ostatních hrouzků. Na těle má několik tmavých pruhů. Dorůstá délky maximálně 15 cm. Dožívá se asi 8 let.

## Výskyt
Vyskytuje se v povodí Dunaje. Na Moravě se jeho výskyt předpokládá, nebyl však dosud ověřen. Obývá hlavně proudné části toků.

## Potrava
Živí se hlavně drobnými živočichy dna jako jsou červi, korýši a larvy hmyzu.

## Rozmnožování
Rozmnožuje se v období května a června. Ryby v této době táhnou v hejnech proti proudu. Samice kladu jikry v mělčinách na vodní rostliny a na kameny.